# Duat

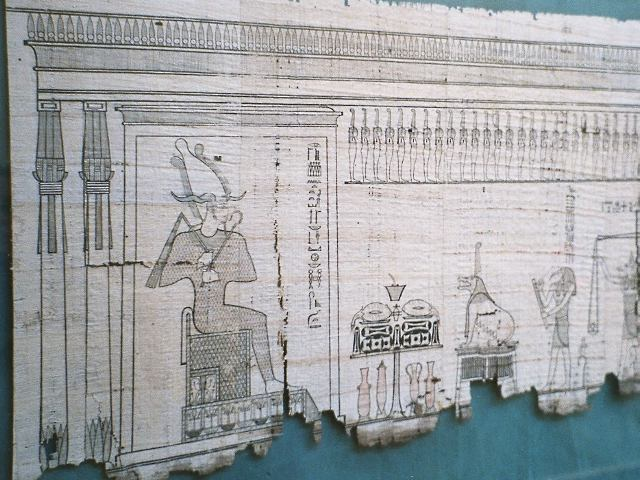
Scen ur De dödas bok som visar Duat.

Duat är de dödas rike i forntida egyptisk mytologi. Hieroglyfen består av stjärna i en cirkel: 𓇽. Guden Osiris antogs vara dödsrikets herre. Han var den första mumien som skildras i Osiris-myten och han personifierade återfödelse och liv efter döden.